# Codice Vaticano latino 3199
Il Codice Vaticano latino 3199 è un codice contenente la Divina Commedia di Dante Alighieri che fu donato da Giovanni Boccaccio a Francesco Petrarca.

## Storia e descrizione
Secondo i critici e filologi, questo codice corrisponde al manoscritto, preceduto dalla canzone Ytalie iam certus, che Giovanni Boccaccio donò a Francesco Petrarca tra il 1351 e il 1353, dopo aver saputo che quest'ultimo non possedeva il capolavoro dantesco. Può essere che il codice della Commedia dantesca fosse stato dato al Petrarca addirittura in occasione della visita che Boccaccio fece al suo praeceptor nella primavera del 1351, per convincerlo ad accettare un incarico come docente nel nuovo Studium fiorentino; così come fu inviato dal Boccaccio ad Avignone - dove Petrarca ancora risiedeva - tramite l'amico Forese Donati. Il codice, dopo la morte di Petrarca e del suo erede e genero Francescuolo da Brossano, passò in mano ai Visconti quando occuparono Padova nel 1405. Da qui, poi il codice ritornò in Veneto passando in mano prima a Bernardo Bembo e poi al figlio di quest'ultimo, il più celebre Pietro, che si basò su questa lezione della Commedia per la pubblicazione del capolavoro dantesco presso Aldo Manuzio nel 1502. Successivamente, passò in area romana entrando, nel XVIII secolo, nel patrimonio della Biblioteca Apostolica Vaticana, acquisizione che fu definitiva dopo il 1815 quando il manoscritto ritornò dalla Francia in seguito all'epopea rivoluzionaria prima e napoleonica poi.
Il codice, miniato su pergamena, è organizzato su due colonne e le sue misure constano di mm. 362 X 245.